# Yverdon-les-Bains
Yverdon-les-Bains is een gemeente en plaats in het Zwitserse kanton Vaud, en maakt deel uit van het district Yverdon.
Yverdon-les-Bains ligt aan de westelijke oever van het meer van Neuchâtel en telt 28.377 inwoners. Eind 2004 was het inwonertal 24.388.

## Geschiedenis
De oudste sporen van bewoning dateren uit 4000 v.Chr. Rond 800 v.Chr. leefden er Keltische stammen in de streek, waarvan de Helvetiërs de bekendste zijn. Zij maakten van Eburodunos een handelsplaats. Volgens de Romeinen verwoestten de Helvetiërs de stad toen ze als stam emigreerden naar Gallië. Nadat de Romeinen in 58 v.Chr. het gebied hadden veroverd, bouwden ze op de plek van de oude handelsplaats een nieuwe vicus en een militaire versterking. De naam van deze nieuwe nederzetting werd Vicus eburodunensis of kortweg Eburodunum. Met waterleidingen werd het zwavelrijke bronwater de stad binnen gebracht.
Eburodunum had geen stadsmuren. In 260 viel de stad ten prooi aan binnenvallende Alemannen die de stad verwoestten. Het duurde tot 370 voordat de stad door de Romeinen werd herbouwd. Dit keer werd de stad echter voorzien van een sterk castrum. Nadat de Romeinen in het begin van de 5e eeuw het gebied hadden verlaten, kwam de stad in 443 in handen van de Bourgondiërs.
In 971 wordt de stad in een oorkonde genoemd als pago everdunense. Later verschijnen de namen Everdun (1228) en Yverdunum (1340).
In 1251 erfde Peter II van Savoye landerijen en goederen in Yverdon. Hij liet een nieuwe stadswijk bouwen en omgaf die met een stadsmuur. Tevens bouwde hij het kasteel. In 1260 schonk hij Yverdon het marktrecht. De stad lag aan enkele belangrijke handelsroutes en had tevens twee havens vanwege het handelsverkeer op de meren. In 1475 werd Yverdon veroverd door de troepen van het Zwitserse Oude Eedgenootschap, waarmee Bern de macht kreeg in de stad. Onder hun leiding werd de Reformatie in Yverdon doorgevoerd.
In de 18e eeuw werd de stad een populaire reisbestemming voor wetenschappers, filosofen en schrijvers, waaronder Jean-Jacques Rousseau. De heilzame waterbronnen waren hierbij een belangrijke trekpleister.
In de 19e eeuw werden de stadsmuren gedeeltelijk afgebroken zodat de stad kon groeien. Het oude kasteel werd als school ingericht.

## Cultuur en sport
In 2002 werd te Yverdon-les-Bains een onderdeel van Expo.02 gehouden, met als thema: 'Ik en het Universum'. Op het strand is een landschap van bloemenheuvels gemaakt. Een enorme nagemaakte wolk zweefde boven het water.
Yverdon-les-Bains kreeg in 2009 de Wakkerprijs toegekend voor zorgvuldige omgang met de openbare ruimte, ook buiten het historische deel van de stad, en voor voorbeeldige samenwerking met aangrenzende gemeenten.
De belangrijkste voetbalclub van Yverdon is Yverdon-Sport FC.

## Openbaar vervoer
Yverdon-les-Bains ligt aan de spoorlijn Olten - Genève, de belangrijkste Zwitserse oost-westverbinding, bekend als de Jurafusslinie, die hier een aftakking heeft naar Lausanne, welke aansluit op de spoorlijn Olten - Lausanne, de Mittellandlinie. Verder is de stad beginpunt van de spoorlijn Yverdon-les-Bains - Fribourg en van de smalspoorlijn Yverdon - Sainte-Croix.
Van 1953 tot 1960 werden twee gyrobussen ingezet tussen Yverdon-les-Bains en Grandson, een afstand van vijf kilometer.

## Geboren
- Emmanuel-David Bourgeois (1803-1865), politicus
- Jules Roguin (1823-1908), advocaat, rechter, hoogleraar en politicus
- Louis Bourget (1856-1913), medicus, apotheker en hoogleraar
- Claude Verdan (1909-2006), chirurg
- Suzanne Deriex (pseudoniem van Suzanne Cuendet; 1926-2024), schrijfster
- Denise Mützenberg (1942-), schrijfster
- Michael Simões Domingues (1991), Portugees voetballer
- Sandrine Mauron (1996), voetbalster
- Jordan Lotomba (1998), voetballer
- Iman Beney (2006), voetbalster

## Overleden
- Erwin Federspiel (1871-1922), militair en koloniaal ambtenaar in dienst van koning Leopold II van België
- Annie Dutoit (1909-1999), advocate en politica
- Jacques Chessex (1934-2009), schrijver